# Homomorphismus
Als Homomorphismus (von altgriechisch ὁμός homós „gleich“ und μορφή morphé „Form, Gestalt“; nicht zu verwechseln mit Homöomorphismus) werden in der Mathematik Abbildungen bezeichnet, die eine (oft algebraische) mathematische Struktur erhalten bzw. damit verträglich (strukturtreu) sind. Ein Homomorphismus bildet die Elemente aus der einen Menge so in die andere Menge ab, dass sich ihre Bilder dort hinsichtlich der Struktur ebenso verhalten, wie sich deren Urbilder in der Struktur der Ausgangsmenge verhalten.

## Homomorphismen algebraischer Strukturen

### Definition
Es seien {\displaystyle {\boldsymbol {A}}=(A,(f_{i})_{i\in I})} und {\displaystyle {\boldsymbol {B}}=(B,(g_{i})_{i\in I})} zwei algebraische Strukturen vom gleichen Typ {\displaystyle \sigma =(m_{i})_{i\in I},} so dass für jedes {\displaystyle i} die Zahl {\displaystyle m_{i}\in \mathbb {N} _{0}} die (übereinstimmende) Stelligkeit der fundamentalen Operationen {\displaystyle f_{i}} und {\displaystyle g_{i}} bezeichnet. Eine Abbildung {\displaystyle \varphi \colon A\to B} heißt Homomorphismus von {\displaystyle {\boldsymbol {A}}} nach {\displaystyle {\boldsymbol {B}},} wenn für jedes {\displaystyle i} und für alle {\displaystyle a_{1},\ldots ,a_{m_{i}}\in A} gilt:
{\displaystyle \varphi (f_{i}(a_{1},\ldots ,a_{m_{i}}))=g_{i}(\varphi (a_{1}),\ldots ,\varphi (a_{m_{i}}))}.

### Beispiele
Klassisches Beispiel von Homomorphismen sind Homomorphismen zwischen Gruppen. Gegeben seien zwei Gruppen {\displaystyle (G,*)} und {\displaystyle (H,\star ).} Eine Funktion
{\displaystyle \phi \colon G\to H}
heißt Gruppenhomomorphismus, wenn für alle Elemente {\displaystyle g_{1},g_{2}\in G} gilt:
{\displaystyle \phi (g_{1}*g_{2})=\phi (g_{1})\star \phi (g_{2}).}
Aus dieser Bedingung folgt unmittelbar, dass
{\displaystyle \phi (e_{G})=e_{H}}
für die neutralen Elemente {\displaystyle e_{G}\in G,e_{H}\in H} und dann
{\displaystyle \phi (g^{-1})=\phi (g)^{-1}}
für alle {\displaystyle g\in G} gelten muss sowie, mittels vollständiger Induktion, dass
{\displaystyle \phi (g_{1}*\ldots *g_{n})=\phi (g_{1})\star \ldots \star \phi (g_{n})}
für eine beliebige endliche Anzahl von Faktoren gilt.
An diesem Beispiel orientieren sich die Definitionen der Homomorphismen verschiedener algebraischer Strukturen:
- Gruppenhomomorphismus
- Ringhomomorphismus
- Körperhomomorphismus
- Vektorraumhomomorphismus (Lineare Abbildung)
- Auswertungshomomorphismus der Termalgebra
- Modulhomomorphismus
- Algebrenhomomorphismus
- Lie-Algebren-Homomorphismus

### Eigenschaften
Wir formulieren im Folgenden einige grundlegende Eigenschaften von Homomorphismen von Gruppen, die analog auch für die Homomorphismen der anderen algebraischen Strukturen gelten.

#### Komposition von Homomorphismen
Wenn {\displaystyle \phi \colon G\to H} und {\displaystyle \psi \colon H\to J} Homomorphismen sind, dann ist auch die durch
{\displaystyle (\psi \circ \phi )(g):=\psi (\phi (g))} für alle {\displaystyle g\in G}
definierte Abbildung {\displaystyle \psi \circ \phi \colon G\to J} ein Homomorphismus.

#### Untergruppen, Bild, Urbild, Kern
Wenn {\displaystyle \phi \colon G\to H} ein Homomorphismus ist, dann ist für jede Untergruppe {\displaystyle U\subseteq G} auch
{\displaystyle \phi (U):=\left\{\phi (g)\mid g\in U\right\},}
genannt das Bild von {\displaystyle U} unter {\displaystyle \phi }, eine Untergruppe von {\displaystyle H}. Speziell wird die Untergruppe
{\displaystyle \operatorname {Bild} (\phi ):=\phi (G)\subseteq H}
als Bild von {\displaystyle \phi } bezeichnet. Weiterhin ist für jede Untergruppe {\displaystyle V\subseteq H} auch
{\displaystyle \phi ^{-1}[V]:=\phi ^{-1}(V):=\left\{g\in G\mid \phi (g)\in V\right\},}
genannt das Urbild von {\displaystyle V} unter {\displaystyle \phi }, eine Untergruppe von {\displaystyle G}. Das Urbild der trivialen Gruppe, d. i. die Untergruppe
{\displaystyle \operatorname {Kern} (\phi ):=\phi ^{-1}(e_{H}):=\phi ^{-1}[\{e_{H}\}]\subseteq G,}
wird als Kern von {\displaystyle \phi } bezeichnet. Sie ist sogar ein Normalteiler.

#### Isomorphismen
Falls {\displaystyle \phi \colon G\to H} ein bijektiver Homomorphismus ist, dann ist auch {\displaystyle \phi ^{-1}\colon H\to G} ein Homomorphismus. Man sagt in diesem Fall, dass {\displaystyle \phi } und {\displaystyle \phi ^{-1}} Isomorphismen sind.

#### Homomorphiesatz
Wenn {\displaystyle \phi \colon G\to H} ein Homomorphismus ist, dann induziert {\displaystyle \phi } einen Isomorphismus
{\displaystyle G/\operatorname {Kern} (\phi )\cong \operatorname {Bild} (\phi )}
der Quotientengruppe {\displaystyle G/\operatorname {Kern} (\phi )}
auf {\displaystyle \operatorname {Bild} (\phi )}.

## Homomorphismen relationaler Strukturen
Auch außerhalb der Algebra werden strukturerhaltende Abbildungen oft als Homomorphismen bezeichnet. Die meisten dieser Verwendungen des Begriffs Homomorphismus, einschließlich der oben aufgeführten algebraischen Strukturen, lassen sich unter der folgenden Definition subsumieren.

### Definition
Es seien {\displaystyle {\boldsymbol {A}}=(A,(R_{i}))} und {\displaystyle {\boldsymbol {B}}=(B,(S_{i}))} zwei relationale Strukturen vom gleichen Typ {\displaystyle (n_{i}),} sodass {\displaystyle n_{i}\in \mathbb {N} } für jedes {\displaystyle i} die Stelligkeit der Relationen {\displaystyle R_{i}} und {\displaystyle S_{i}} bezeichnet. Eine Abbildung {\displaystyle \varphi \colon A\to B} heißt dann eine homomorphe Abbildung, eine Homomorphie oder ein Homomorphismus von {\displaystyle {\boldsymbol {A}}} nach {\displaystyle {\boldsymbol {B}},} wenn sie für jedes {\displaystyle i} und für alle {\displaystyle a_{1},\ldots ,a_{n_{i}}\in A} die folgende Verträglichkeitseigenschaft besitzt:
{\displaystyle (a_{1},\ldots ,a_{n_{i}})\in R_{i}\Rightarrow (\varphi (a_{1}),\ldots ,\varphi (a_{n_{i}}))\in S_{i}.}
Schreibweise:
{\displaystyle \varphi \colon {\boldsymbol {A}}\to {\boldsymbol {B}}.}
Da jede Funktion {\displaystyle f\colon A^{n}\to A} als Relation {\displaystyle f\subset A^{n+1}} beschrieben werden kann, lässt sich jede algebraische Struktur als relationale Struktur auffassen und die spezielle algebraische Definition ist somit in dieser Definition enthalten.
Hat man in obiger Definition bei einem injektiven Homomorphismus sogar die Äquivalenz
{\displaystyle (a_{1},\ldots ,a_{n_{i}})\in R_{i}\Leftrightarrow (\varphi (a_{1}),\ldots ,\varphi (a_{n_{i}}))\in S_{i}},
so spricht man von einem starken Homomorphismus.

### Beispiele
- Homomorphismen algebraischer Strukturen (diese sind auch stets starke Homomorphismen)
- Ordnungshomomorphismus
- Graphenhomomorphismus
- Homomorphismen in der Inzidenzgeometrie, zum Beispiel Homomorphismus projektiver Räume
- Homomorphismus zwischen Modellen[7]

## Verallgemeinerungen
Auch Abbildungen, die verträglich sind mit Strukturen, die unendlichstellige Operationen besitzen, werden Homomorphismus genannt:
- ein vollständiger Verbandshomomorphismus ist verträglich mit beliebigen (auch unendlichen) Vereinigungen und Durchschnitten

In einigen Teilgebieten der Mathematik beinhaltet der Begriff des Homomorphismus, dass die Verträglichkeit noch weitere Zusatzstrukturen umfasst:
- ein Homomorphismus topologischer Gruppen ist ein stetiger Gruppenhomomorphismus
- ein Lie-Gruppen-Homomorphismus ist ein glatter Gruppenhomomorphismus zwischen Lie-Gruppen[8]

Der Begriff erfährt auch eine Verallgemeinerung für heterogene Algebren, siehe Heterogene Algebra: Homomorphismen.